# Algerische Davis-Cup-Mannschaft
Die algerische Davis-Cup-Mannschaft ist die Tennisnationalmannschaft Algeriens, die das Land im Davis Cup vertritt. Organisiert wird sie durch die Fédération Algerienne de Tennis.

## Geschichte
Algerien nimmt seit 1977 am Davis Cup teil. Bisher spielte die Mannschaft nie in der Weltgruppe. Das beste Ergebnis war das Erreichen der zweiten Runde in Gruppe 2 der Europa-/Afrikazone in den Jahren 2004, 2006 und 2008. Seit 2009 spielt Algerien wieder in Gruppe 3 der Afrikazone.